# Liste des titres musicaux numéro un aux États-Unis en 1997
Cette page liste les titres musicaux ayant le plus de succès au cours de l'année 1997 aux États-Unis d'après le magazine Billboard.

## Historique
| Date         | Artiste(s)                                       | Titre                                                            | Référence |
| ------------ | ------------------------------------------------ | ---------------------------------------------------------------- | --------- |
| 4 janvier    | Toni Braxton                                     | Un-Break My Heart                                                |           |
| 11 janvier   | Toni Braxton                                     | Un-Break My Heart                                                |           |
| 18 janvier   | Toni Braxton                                     | Un-Break My Heart                                                |           |
| 25 janvier   | Toni Braxton                                     | Un-Break My Heart                                                |           |
| 1er février  | Toni Braxton                                     | Un-Break My Heart                                                |           |
| 8 février    | Toni Braxton                                     | Un-Break My Heart                                                |           |
| 15 février   | Toni Braxton                                     | Un-Break My Heart                                                |           |
| 22 février   | Spice Girls                                      | Wannabe                                                          |           |
| 1er mars     | Spice Girls                                      | Wannabe                                                          |           |
| 8 mars       | Spice Girls                                      | Wannabe                                                          |           |
| 15 mars      | Spice Girls                                      | Wannabe                                                          |           |
| 22 mars      | Puff Daddy featuring Mase                        | Can't Nobody Hold Me Down                                        |           |
| 29 mars      | Puff Daddy featuring Mase                        | Can't Nobody Hold Me Down                                        |           |
| 5 avril      | Puff Daddy featuring Mase                        | Can't Nobody Hold Me Down                                        |           |
| 12 avril     | Puff Daddy featuring Mase                        | Can't Nobody Hold Me Down                                        |           |
| 19 avril     | Puff Daddy featuring Mase                        | Can't Nobody Hold Me Down                                        |           |
| 26 avril     | Puff Daddy featuring Mase                        | Can't Nobody Hold Me Down                                        |           |
| 3 mai        | The Notorious B.I.G.                             | Hypnotize                                                        |           |
| 10 mai       | The Notorious B.I.G.                             | Hypnotize                                                        |           |
| 17 mai       | The Notorious B.I.G.                             | Hypnotize                                                        |           |
| 24 mai       | Hanson                                           | MMMBop                                                           |           |
| 31 mai       | Hanson                                           | MMMBop                                                           |           |
| 7 juin       | Hanson                                           | MMMBop                                                           |           |
| 14 juin      | Puff Daddy & Faith Evans featuring 112           | I'll Be Missing You                                              |           |
| 21 juin      | Puff Daddy & Faith Evans featuring 112           | I'll Be Missing You                                              |           |
| 28 juin      | Puff Daddy & Faith Evans featuring 112           | I'll Be Missing You                                              |           |
| 5 juillet    | Puff Daddy & Faith Evans featuring 112           | I'll Be Missing You                                              |           |
| 12 juillet   | Puff Daddy & Faith Evans featuring 112           | I'll Be Missing You                                              |           |
| 19 juillet   | Puff Daddy & Faith Evans featuring 112           | I'll Be Missing You                                              |           |
| 26 juillet   | Puff Daddy & Faith Evans featuring 112           | I'll Be Missing You                                              |           |
| 2 août       | Puff Daddy & Faith Evans featuring 112           | I'll Be Missing You                                              |           |
| 9 août       | Puff Daddy & Faith Evans featuring 112           | I'll Be Missing You                                              |           |
| 16 août      | Puff Daddy & Faith Evans featuring 112           | I'll Be Missing You                                              |           |
| 23 août      | Puff Daddy & Faith Evans featuring 112           | I'll Be Missing You                                              |           |
| 30 août      | The Notorious B.I.G. featuring Puff Daddy & Mase | Mo Money Mo Problems                                             |           |
| 6 septembre  | The Notorious B.I.G. featuring Puff Daddy & Mase | Mo Money Mo Problems                                             |           |
| 13 septembre | Mariah Carey                                     | Honey                                                            |           |
| 20 septembre | Mariah Carey                                     | Honey                                                            |           |
| 27 septembre | Mariah Carey                                     | Honey                                                            |           |
| 4 octobre    | Boyz II Men                                      | 4 Seasons of Loneliness                                          |           |
| 11 octobre   | Elton John                                       | Something About The Way You Look Tonight/Candle in the Wind 1997 |           |
| 18 octobre   | Elton John                                       | Something About The Way You Look Tonight/Candle in the Wind 1997 |           |
| 25 octobre   | Elton John                                       | Something About The Way You Look Tonight/Candle in the Wind 1997 |           |
| 1er novembre | Elton John                                       | Something About The Way You Look Tonight/Candle in the Wind 1997 |           |
| 8 novembre   | Elton John                                       | Something About The Way You Look Tonight/Candle in the Wind 1997 |           |
| 15 novembre  | Elton John                                       | Something About The Way You Look Tonight/Candle in the Wind 1997 |           |
| 22 novembre  | Elton John                                       | Something About The Way You Look Tonight/Candle in the Wind 1997 |           |
| 29 novembre  | Elton John                                       | Something About The Way You Look Tonight/Candle in the Wind 1997 |           |
| 6 décembre   | Elton John                                       | Something About The Way You Look Tonight/Candle in the Wind 1997 |           |
| 13 décembre  | Elton John                                       | Something About The Way You Look Tonight/Candle in the Wind 1997 |           |
| 20 décembre  | Elton John                                       | Something About The Way You Look Tonight/Candle in the Wind 1997 |           |
| 27 décembre  | Elton John                                       | Something About The Way You Look Tonight/Candle in the Wind 1997 |           |